# Аламинос
Аламино̀с (на гръцки: Αλαμινός) е село в Кипър, окръг Ларнака. Според статистическата служба на Република Кипър през 2001 г. селото има 280 жители.